# Міжнародна конференція з навчання подань
Міжнародна конференція з навчання подань (англ. International Conference on Learning Representations) — щорічна наукова конференція на теми глибокого навчання, навчання подань, навчання з підкріпленням та проблем з навчанням у великих масштабах і неопуклою оптимізацією, що проводиться з 2013 року.

## Роки
- 2017: 24—26 квітня, Тулон, Франція
- 2016: 2—4 травня, Сан-Хуан, Пуерто-Рико[3]
- 2015: 7—9 травня, Сан-Дієго, США[4]
- 2014[5]
- 2013: 2—4 травня, Скоттсдейл, США[6]